# Juan Bautista Guido
Juan Bautista Guido (* 1. Februar 1898 in Buenos Aires; † 5. Oktober 1945) war ein argentinischer Bandoneonist, Bandleader und Tangokomponist.

## Leben und Wirken
Guido spielte bereits im Alter von dreizehn Jahren mit seinem Lehrer Arturo Severino, der ihn bald darauf in seine Gruppe aufnahm. 1913 gründete er ein Trio mit einem Geiger und einem Pianisten, das im Café La fonda auftrat. Mit dem Pianisten Samuel Castriota spielte er auf den Bällen im Café Olimpo. Darauf wurde er Mitglied der Gruppe Vicente Grecos in der Casa de Laura. 1916 gründete er ein Quintett mit dem Pianisten José María Rizzutti, den Geigern Nicolás Di Masi (später Agesilao Ferrazzano) und Ghernichi und dem Flötisten José Galarza, mit dem er im Café La morocha und der Bar Los leones auftrat.
Nach der Auflösung des Quintetts schloss sie Guido einem Quartett mit den Geigern Tito Roccatagliata und José Rosito und dem Pianisten Eduardo Pereyra an. Unter der Leitung von Roberto Firpo arbeitete er mit Musikern wie Cayetano Puglisi, Elvino Vardaro und José Servidio zusammen. Nach seiner Zeit mit Firpo trat er als Duo mit dem Pianisten Carlos Vicente Geroni Flores auf. In den 1920er und frühen 1930er Jahren hatte er zahlreiche Auftritte in Radiostationen und Shows, in Cabarets, Ballsälen und Cafés. Zwischen 1928 und 1930 nahm er etwa 80 Titel beim Label Víctor mit dessen von ihm geleiteten Orchester auf, das aus ihm selbst und Domingo Plateroti (Bandoneon), Elvino Vardaro, Alcides Palavecino, Eugenio Menjolou und Emilio Puglisi (Geige), Alfredo Corleto (Kontrabass), Pedro Vergez (Klavier) und gelegentlich dem Sänger Juan Lauga bestand.
1935 wurde er Mitglied von Ángel Grecos Tangoorchester Guardia Vieja. Zu dieser Zeit zwangen ihn zunehmende gesundheitliche Probleme, seine Aktivitäten nach und nach einzuschränken. 1945 lud ihn Lopecito ein, in seiner Radioshow De Villoldo a Gardel aufzutreten. Mit dessen Orchester unternahm er noch kurz vor seinem Tod einige Touren durch Argentinien.

## Kompositionen
- Coquetita
- Muñeca de carne
- Tarde Gris
- No vuelvas a mentir
- Linda estampa
- Mi piba
- Miniatura
- Desde piba
- Uno menos
- Tito
- Pa'que veas
- Buen Amigo
- La uruguayita
- Alma triste
- Dempsey
- Mucho corazón
- Yo les quiero preguntar
- Mi hechicera